# Diocèse de Conversano-Monopoli
Le diocèse de Conversano-Monopoli (en latin : Diœcesis Conversanensis-Monopolitana ; en italien : Diocesi di Conversano-Monopoli) est un diocèse de l'Église catholique en Italie, suffragant de l'archidiocèse de Bari-Bitonto et appartenant à la région ecclésiastique des Pouilles.

## Territoire
Le diocèse est situé dans une partie de la ville métropolitaine de Bari (l'autre partie étant dans les diocèses d'Altamura-Gravina-Acquaviva delle Fonti, de Molfetta-Ruvo-Giovinazzo-Terlizzi et dans l'archidiocèse de Bari-Bitonto) et dans une partie de la province de Brindisi (dont l'autre partie de la province est partagée par le diocèse d'Oria et l'archidiocèse de Lecce). Son territoire est de 1 099 km2 divisé en 56 paroisses regroupées en 12 archidiaconés.
Le siège épiscopal est dans la ville de Conversano où se trouve la cathédrale de l'Assomption de la Vierge Marie. Le diocèse garde le souvenir de deux anciens diocèses, avec la basilique cathédrale de Maria Santissima della Madia de Monopoli et l'église de Polignano a Mare qui était la cathédrale de l'ancien diocèse de Polignano. À Alberobello, la basilique mineure dédiée aux saints Côme et Damien est l'objet d'un important pèlerinage.

## Histoire
Le diocèse de Conversano-Monopoli est le résultat de la fusion des diocèses de Conversano et de Monopoli par le décret Instantibus votis de la congrégation pour les évêques du 30 septembre 1986, date à laquelle le diocèse prend son nom actuel.

### Diocèse de Conversano
Selon la tradition commune à beaucoup de diocèses des Pouilles, le christianisme est propagé à Conversano par l'apôtre saint Pierre. Le diocèse de Conversano naît probablement qu'au XIe siècle après la conquête normande de la région, à l'époque de Godefroi de Conversano, qui favorise divers monastères de la région par des dons et privilèges. Le premier évêque documenté est Leone, dont la signature figure dans de nombreux décrets de la fin du siècle, entre 1081 et 1096. Le siège diocésain est peut-être, à l'origine, suffragant de l'archidiocèse de Bari. Dès sa fondation, l'église de Conversano doit faire face à divers conflits concernant l'exercice de sa juridiction sur le territoire. Le comte Godefroi avait accordé des avantages et privilèges au monastère bénédictin de Conversano, y compris le contrôle et la juridiction « quasi-épiscopale » sur le territoire de Castellana. Le pape Pascal II confirmé ces privilèges, soumettant le monastère à la protection directe du Saint-Siège. Quand les bénédictines remplacent les bénédictins en 1266, les abbesses (appelées abbesses mitrées) défendent vigoureusement ces privilèges, provoquant une série de conflits avec l'évêque, jusqu'au début du XIXe siècle où les privilèges sont abrogés.
Le diocèse de Conversano entre à plusieurs reprises en conflit avec le monastère bénédictin de Santo Stefano au sud de Monopoli, qui, par le don du comte Goffredo, a le contrôle et la juridiction sur les fiefs de Putignano et de Fasano, qui sont attribuées au 1317 bailliage de l'ordre d'hôpital des chevaliers de Malte. L'évêque de Conversano ne regagne la juridiction sur Putignano qu'en 1743 par disposition du pape Benoît XIV. Une troisième situation de conflit concerne les relations entre les évêques de Conversano et les archiprêtres de Rutigliano, qui, en vertu d'une bulle de l'évêque Sassone de 1118, contenue dans une bulle perdue du pape Sixte IV de 1473, qui exempte du contrôle des évêques de Conversano, la ville et le territoire de Rutigliano ; ce privilège est partiellement réduit dans la seconde moitié du XVIIe siècle et finalement aboli au début du XIXe siècle. Dans la seconde moitié du XVIe siècle, l'évêque Francesco Maria Sforza (1679-1605) entreprend de mettre en œuvre les réformes du concile de Trente, reconstruit le palais épiscopal, met en œuvre une politique de rationalisation des ressources diocésaines, accueille les frères mineurs capucins dans le diocèse et favorise la fondation de nouvelles confréries.
Le XVIIe siècle est caractérisé par la figure de Mgr Giuseppe Palermo (1658-1670), qui consacre la cathédrale et qui est un partisan de la construction de nouvelles églises dans la ville ; en 1660, il célèbre un synode diocésain, il travaille dur pour revendiquer ses droits sur le monastère de San Benedetto, favorisé par la bulle  Inscrutabili, par laquelle le pape Grégoire XV, en 1622, avait supprimé tous les nullius diœcesis ; mais l'entêtement de l'abbesse défendant leurs droits, conduit au transfert du prélat dans le minuscule archidiocèse de Santa Severina. Au début du XVIIIe siècle, l'évêque Filippo Meda (1702-1733), originaire de Milan et auteur de diverses œuvres théologiques et ascétiques, fonde le séminaire diocésain et la restauration baroque de l'intérieur de la cathédrale le 16 avril 1703. Le séminaire déménage au XIXe siècle avec l'évêque Gennaro Carelli (1797-1818), et une nouvelle impulsion, avec de nouvelles méthodes d'enseignement, avec Mgr Giuseppe Maria Mucedola (1848-1865). Avec Casimiro Gennari (1881-1891), le séminaire est transféré à l'intérieur du palais épiscopal. En 1911, un incendie détruit complètement l'intérieur de la cathédrale ; hormis quelques meubles épargnés par les flammes, il n'est possible de ne récupérer que la façade et l'abside ; la reconstruction, promue par les évêques Antonio Lamberti et Domenico Lancellotti, est achevée en 1926, lorsque la cathédrale est rouverte pour le culte.

### Diocèse de Monopoli
Selon la tradition locale, le diocèse de Monopoli dérive de celui d'Egnazia mais aucun transfert de siège d'Egnazia à Monopoli n'est historiquement documenté. Dans la seconde moitié du Xe siècle, la ville de Monopoli apparaît parmi les possessions des évêques de Brindisi qui ont leur siège à Oria depuis le VIIIe siècle. En effet, après la mort sanglante de l'évêque Andrea en 979, il semble que les évêques de Brindisi aient provisoirement transféré leur siège épiscopal à Monopoli, comme en témoigne un décret daté de 996, de Grégoire, successeur d'Andrea, qui dans un acte signe  episcopus Ecclesie Brundisine et Monopolitane seu Stunense civitatis (évêque de Brindisi et de Monopoli ou de la ville d'Ostuni).
Au début du XIe siècle, le siège de Brindisi est élevé au rang d'archidiocèse métropolitain auquel on donne deux diocèses suffragants nouvellement établis, Monopoli et Ostuni. Le premier évêque documenté de Monopoli est Leone, qui en 1033, est confirmé comme évêque suffragant de Giovanni di Brindisi ; le nom de Leone apparaît également dans un décret de 1037, rédigé dans la sixième année de son épiscopat.
L'évêque Romualdo obtient de ne plus être suffragant de Brindisi, et par deux bulles du pape Urbain II de 1091, devient immédiatement soumis au Saint-Siège, statut confirmé par Pascal II en 1110 et Calixte II en 1123. C'est aussi Mgr Romualdo qui fait construire la première cathédrale romane et développe le culte marial en particulier le culte de Notre Dame de la Madia (it) dont l'icône serait arrivée sur la côte le 16 décembre 1117. Toujours à l'époque de Romualdo, le monastère bénédictin de Santo Stefano, au sud de Monopoli, est doté de privilèges et exempté de juridiction épiscopale, l'évêque accorde aux abbés la juridiction spirituelle sur la ville et le territoire de Fasano, qui revient sous la pleine juridiction des évêques monopolistes seulement en 1811.
Fabio Pignatelli (1561-1568) prend part au concile de Trente et travaille pour la réforme du clergé diocésain ; Giacomo Macedonio (1608-1624) et Francesco Surgente (1640-1651) tentent en vain de recouvrer la juridiction épiscopale sur Fasano, et Giuseppe Cavalieri (1664-1696) établit en 1668 le séminaire diocésain. Au XVIIIe siècle, l'évêque Francesco Iorio (1738-1754) voit la démolition de l'ancienne cathédrale et commence la construction de la nouvelle, qui est consacrée par l'évêque Giuseppe Cacace en 1773.
Le 27 juin 1818, en lien avec la réorganisation des diocèses du royaume de Naples, le diocèse de Polignano (it) est uni à Monopoli par la bulle De utiliori du pape Pie VII. La même bulle confirme que le diocèse de Monopoli dépend directement du Saint-Siège, privilège qu'il conserve jusqu'au 20 octobre 1980, lorsque, par la bulle  Qui Beatissimo Petro du pape Jean-Paul II, Monopoly perd son autonomie et devient suffragant de l'archidiocèse de Bari.

### Diocèse de Conversano-Monopoli
Le 21 janvier 1970, Antonio D'Erchia, ancien évêque de Monopoli, est également nommé évêque de Conversano, rejoignant ainsi les deux diocèses in persona episcopi. Le 30 septembre 1986, par le décret instantibus votis de la congrégation pour les évêques, dans le cadre d'une révision des circonscriptions ecclésiastiques en Italie, les deux sièges de Conversano et Monopoli sont unis sous le nom actuel et l'évêché transfère sa résidence à Conversano.

## Sources
- http://www.catholic-hierarchy.org